# Бубнівка (Гайсинський район)
Бу́бнівка — село в Україні, у Гайсинській міській громаді Гайсинського району Вінницької області. Розташоване у гирлі річки Ярмолинка (притока Собу) за 14 км на південний захід від міста Гайсин та за 13 км від станції Ладижин. Через село проходить автошлях Р33. Населення становить 803 особи (станом на 1 січня 2015 р.).

## Історія
Село було у складі Кунянської волості.
7 (20) листопада 1917 року, відповідно до Третього Універсалу Української Центральної Ради, увійшло до складу Української Народної Республіки.
З 7 березня 1923 у складі Зятковецького району.
З 19 листопада 1924 у складі Ладижинського району.
З 3 лютого 1931 Бубнівська сільрада перейшла до складу Гайсинського району.
У 1920-х роках у селі діяла дослідна станція кабінету антропології та етнології ім. Ф. Вовка.
Село відоме унікальною Бубнівською керамікою.
12 червня 2020 року, відповідно до розпорядження Кабінету Міністрів України № 707-р «Про визначення адміністративних центрів та затвердження територій територіальних громад Вінницької області», село увійшло до складу Гайсинської міської територіальної громади.
19 липня 2020 року, в результаті адміністративно-територіальної реформи та ліквідації Гайсинського району (1923—2020), село увійшло до складу новоутвореного Гайсинського району.

## Населення

### Мова
Розподіл населення за рідною мовою за даними :
| Мова       | Кількість | Відсоток |
| ---------- | --------- | -------- |
| українська | 915       | 97.24%   |
| російська  | 25        | 2.66%    |
| румунська  | 1         | 0.10%    |
| Усього     | 941       | 100%     |

## Відомі люди
- Микола Бороняк (1978—2016) — український військовик, сержант Збройних сил України, учасник російсько-української війни[9].
- Михайло Вдовцов — український письменник, краєзнавець, природоохоронець.
- Ігор Воловенко (1975—2016) — український військовик, старший солдат Збройних сил України, учасник російсько-української війни[10].
- Брати Герасименки — українські народні гончарі.
- Андрій Гончар (1823—1926) — український народний митець, майстер художньої кераміки.
- Валентина Живко (1950—2018) — українська мисткиня, майстриня художньої кераміки.
- Михайло Мороз (1905—1937) — український радянський поет, прозаїк, драматург.
- Пантелеймон (Поворознюк) (1973) — український колаборант з росією[11][12], архієрей УПЦ Московського патріархату, єпископ Ровеньківський та Свердловський. Голова Синодального відділу УПЦ МП у справах сім'ї (від 8 липня 2009)
- Тетяна Шпак (нар. 1947) — українська мисткиня, майстриня гончарного мистецтва, член НСМНМ, заслужений майстер народної творчості України.

## Галерея

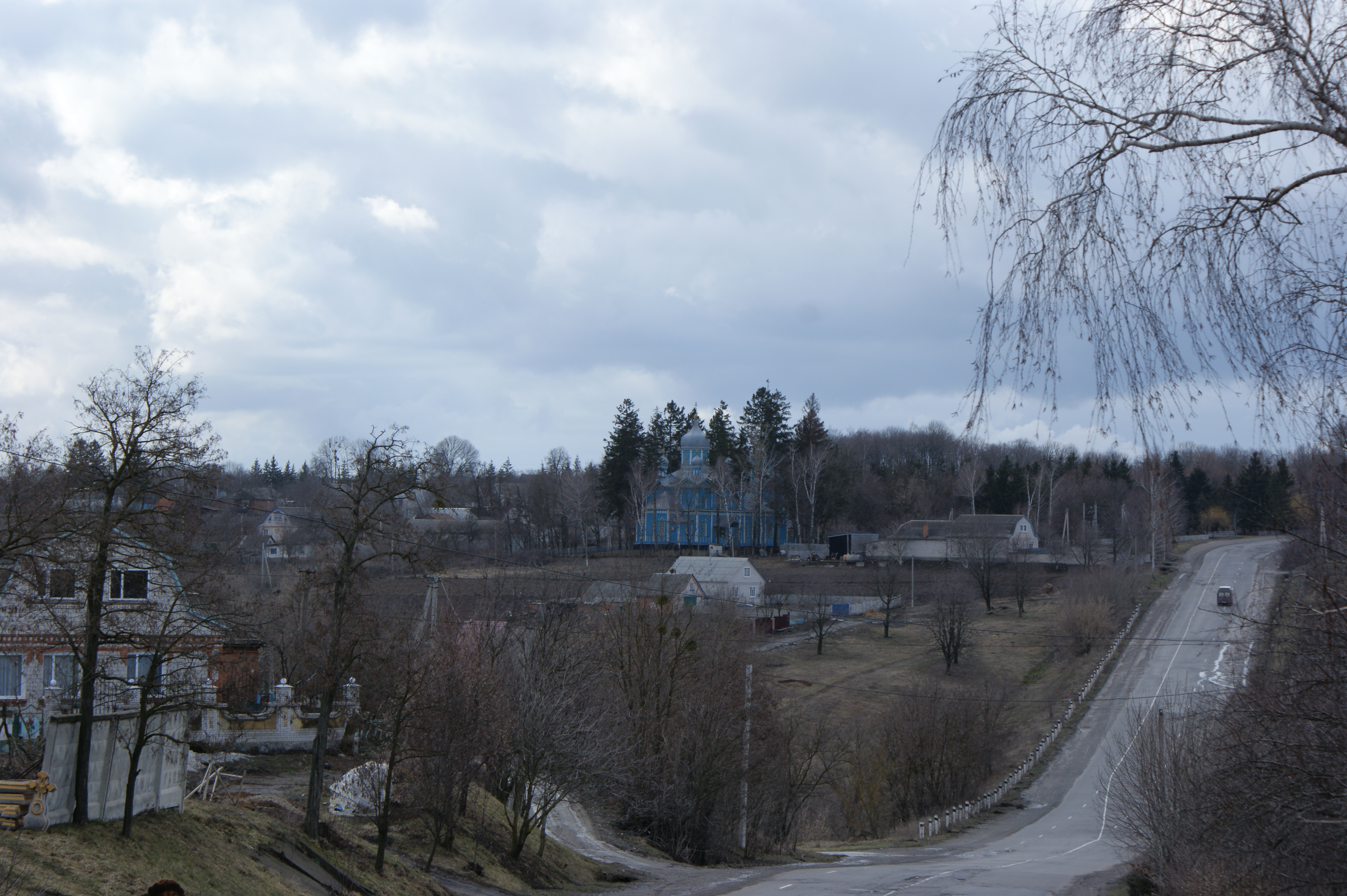
Панорамний вигляд на Троїцьку церкву
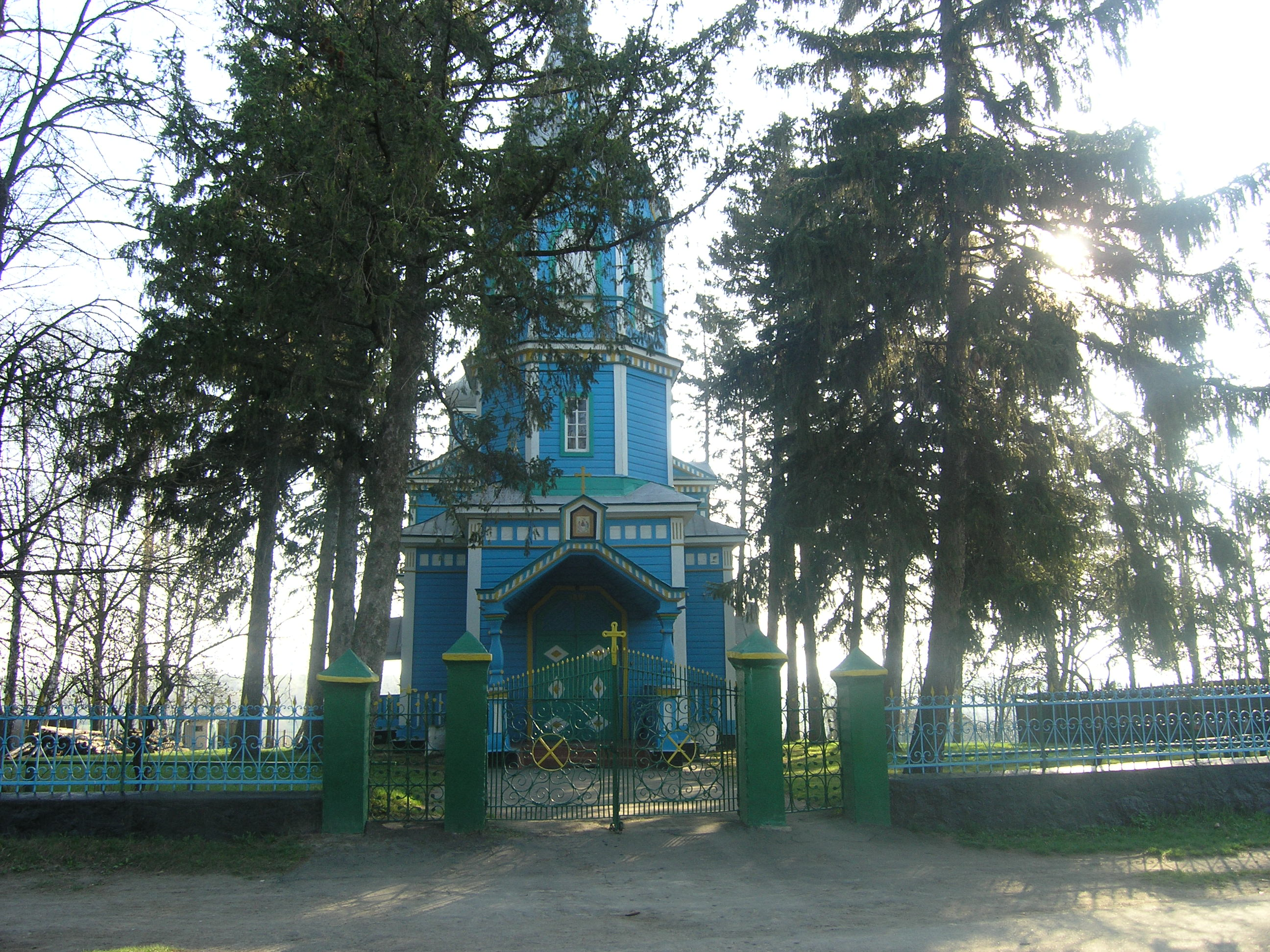
Троїцька церква
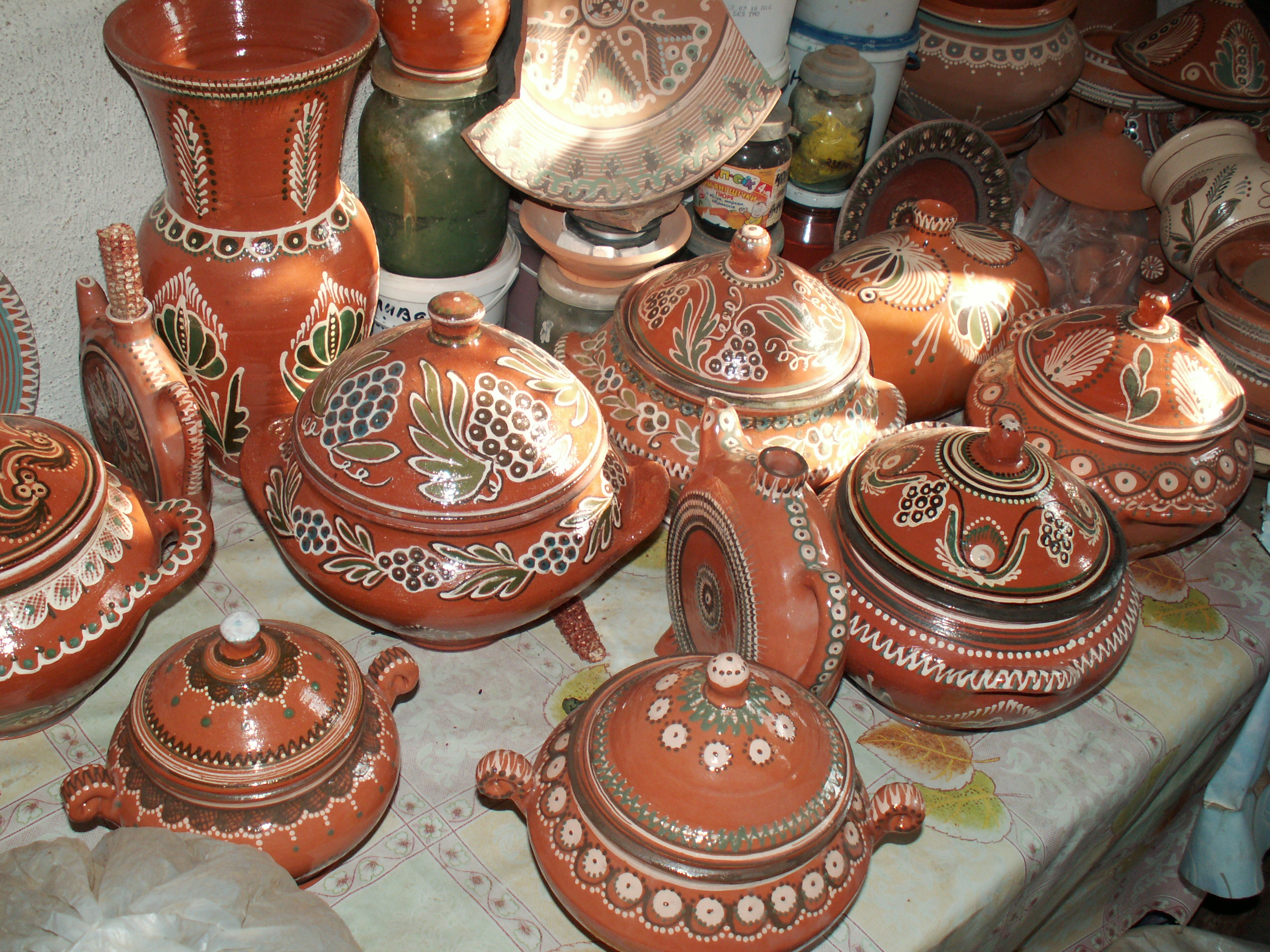
Бубнівська кераміка